# Канікули Ґуфі
Канікули Ґуфі (англ. A Goofy Movie) — американський анімаційний мюзикл, комедія та пригодницький фільм 1995 року, знятий анімаційною студією «Walt Disney Television Animation».

## Сюжет
Останній навчальний день, попереду літо. Макс, син Ґуфі, мріє лише про те, щоб хоч якось привернути увагу своєї коханої Роксани і, окрім цього, нарешті позбутися титулу місцевого недотепи. На фінальному зібранні школи він і двоє його друзів, Пі-Джей та Боббі, влаштовують імпровізований концерт, імітуючи зірку естради Пауерлайна. Усі учні в захваті, в тому числі й Роксана, проте директору це не подобається, і він по черзі викликає всіх троїх до себе в кабінет. Роксана за підтримки своєї подруги підтримує Макса, до якого сама таємно симпатизує.
Коли Ґуфі дізнається про витівку Макса, той приходить в жах, сприйнявши занадто близько до серця слова директора про те, що з Макса може вирости злочинець. Щоб налагодити стосунки з сином, він вирішує взяти Макса на рибалку, схожу на ту, на яку самого Ґуфі брав в дитинстві батько. І от Ґуфі без попередження збирає речі в автомобіль, незважаючи на протести Макса, і силоміць вирушає з ним на природу. Звичайно, Ґуфі не знає, що подруга Роксани збирається влаштувати вечірку з прямою трансляцією концерту Пауерлайна, і Макс запропонував Роксані піти з ним. По дорозі Макс просить зупинитися біля її дому і з сумом попереджає про свій від'їзд. Роксана теж засмучується, і, щоб вона не пішла з кимось іншим, Макс каже, що їде на сам концерт і буде виступати разом з Пауерлайном, адже він і його тато давні друзі.
По дорозі до місця риболовлі Макс відчуває, що Ґуфі ставиться до нього як до малюка, а не як до підлітка, і від цього тільки ще більше злиться. Вони зустрічаються з Пі-Джеєм та його батьком Пітом, які приїхали відпочивати з усіма сучасними зручностями в будинку на колесах. Пі-Джей говорить Максу, що багато знайомих хлопців стоять на вухах після його заяви щодо концерту і всі в це вірять, а Макс з розпачем розповідає, що це вигадка. Обидві сім'ї розлучає несподівано з'явившийся йеті. Піт і Пі-Джей встигають поїхати, але Ґуфі та Макс вимушено залишаються ночувати в машині тут під загрозою нового нападу. Вночі Макс таємно змінює маршрут на карті, щоб вони, врешті-решт, приїхали не на озеро, а в Лос-Анджелес — там відбудеться концерт Пауерлайна, і можна буде спробувати хоч якось виправити сказане Роксані брехню. На ранок, коли йеті залишає їх і вони вирушають далі, Ґуфі, не знаючи про те, що сталося, доручає Максу вести їх, обіцяючи більше не дивитися на карту. Так він хоче показати, що вірить у відповідальність сина і довіряє йому. Незважаючи ні на що, в нових місцях, куди вони приїжджають, Макс поступово починає відчувати те ж задоволення, що й тато.
Ґуфі та Макс зупиняються на одну ніч у готелі. Також сюди несподівано приїжджають Піт і Пі-Джей. Знову зустрівшись, вони проводять час, розділившись на дітей і дорослих, і Піт випадково підслуховує розмову хлопців, в якій Макс обговорює з другом свій обман по відношенню до Ґуфі. Піт, щиро вважаючи свої наміри бажанням нести правду, повідомляє Ґуфі про секрет Макса. Ґуфі не вірить йому до останнього і переконується, лише подивившись на карту. На наступний день Ґуфі по дорозі запитує у Макса про поворот і після відповіді розуміє, що Макс досі веде його туди, куди вирішив сам — в Лос-Анджелес. Ґуфі свариться з Максом, і виходить так, що вони потрапляють у річку разом з автомобілем. Вони приходять до єдиного рішення і миряться, а потім вирушають на концерт. На ньому вони ухитрюються потрапити на сцену, і Пауерлайн, ніскільки не знітившись, продовжує виступати з їхньою танцювальною групою.
Відпустка закінчується добре: батько і син знайшли спільну мову. Додому Макс першим ділом навідує Роксану і розкриває їй свій обман. Вона заперечує, що всі на вечірці бачили їх по телевізору, але Макс наполягає на своєму, зізнаючись, що просто хотів вразити її. Роксана заспокоює його, відкриваючи Максу свої власні почуття, і вони домовляються про нове побачення, а Макс також знайомить Роксану з Ґуфі.

## Ролі озвучували
- Джейсон Марсден/Аарон Лор (вокал) — Макс
- Білл Фармер — Ґуфі
- Роб Полсен — Пі-Джей
- Джим Каммінгс — Піт
- Келлі Мартін — Роксана
- Полі Шор — Роберт «Боббі» Зіммерускі
- Воллес Шон — директор Мейзер
- Дженна фон Ой — Стейсі
- Кевін Ліма — Лестер
- Френк Велкер — біґфут

## Український дубляж
Дубльовано студією «LeDoyen» на замовлення компанії «Disney Character Voices International».
Режисерка дубляжу: Ольга Чернілевська
Перекладач: Роман Дяченко
Музичний редактор: Тетяна Піроженко
Координатор проекту: Ольга Боєва
Ролі дублювали:
- Макс – Ернест Дерябін
- Ґуфі – Дмитро Гаврилов
- Піт – Микола Карцев
- Боббі – Павло Скороходько
- Роксана – Ангеліна Шалімова
- Пі Джей – Тимур Бурлака
- Стейсі – Анастасія Зіновенко
- Мейзер – Максим Кондратюк
- Міккі Маус – Юрій Кудрявець

А також: Сергій Юрченко, Дмитро Сова, В’ячеслав Дудко, Людмила Барбір, Катерина Качан, Олена Борозенець, Андрій Мкртчан, Валентин Музиченко, Ксенія Онищенко, Ніна Касторф, Наталя Краснянська, Тимур Усманов, Денис Надежин, Володимир Жогло, Єлизавета Зіновенко, Дмитро Вікулов, Андрій Мостренко.